# Мериленд
Вижте пояснителната страница за други значения на Мериленд.
Мериленд (на английски: Maryland) е щат в САЩ, чийто пощенски код е MD, а столицата се казва Анаполис. Мериленд е с на 6 042 718 жители. (2018) Мериленд е с обща площ от 32 135 km², от които 25 276 km² са суша, а 6859 km² – вода
Името на щата дава кралица Хенриета-Мария Бурбон-Френска, съпругата на Чарлз I (Мериленд буквално се превежда като „Земята на Мери“).

## География
Релефът на Мериленд е много разнообразен и оправдава прякора на щата „Умалената Америка“. В източната част на щата се намират пясъчни дюни, покрай залива са разположени мочурищата, известни с богатата си фауна и голи кипариси, а на запад се издигат планини, покрити с борови гори. Най-високата точка (1020 m) се намира в Бекбоун Маунтин в югозападната част на щата. Заливът Чесапийк разделя Мериленд на две.
По големина Мериленд е сравним с Белгия.

## Население
Населението на Мериленд е 5 699 478 (2009). По-голямата част от него е разположена в агломерацията на Вашингтон-Балтимор. Най-големият град е Балтимор със своите 637 418 жители. Източната част на щата е по-слабо населена от южните и западни окръзи.
През 2006 645 744 от жителите са били родени извън САЩ. Нелегалните имигранти са около 4%. По-голямата част от имигрантите в щата са от Латинска Америка и Азия. В Мериленд има голяма корейска общност (1,7%). От европейските имигранти преобладават поляците и италианците, които са концентрирани основно в Балтимор.
В расова отношение населението се разделя на:
- бели – 58,3%
- афроамериканци – 28,9%
- латиноамериканци – 6,0%
- азиатци – 4,9%

## Градове
- Анаполис
- Балтимор
- Колидж Парк
- Къмбърленд
- Роквил
- Солсбъри
- Фредерик

## Градчета
- Оушън Сити

## Окръзи
Мериленд се състои от 24 окръга:
1. Алегени
2. Ан Арандъл
3. Балтимор (независим град считан и за окръг, различен от окръг Балтимор)
4. Балтимор (окръг, различен от град Балтимор)
5. Вашингтон
6. Гарет
7. Дорсет
8. Карълайн
9. Кент
10. Керъл
11. Куин Анс
12. Кълвърт
13. Монтгомъри
14. Принс Джорджис
15. Самърсет
16. Сейнт Мерис
17. Сисъл
18. Талбът
19. Уайкомико
20. Устър
21. Фредерик
22. Хартфорд
23. Хауърд
24. Чарлз